# Vsevolozjsk
Vsevolozjsk (Russisch: Всеволожск; Fins: Seuloskoi) is een stad in de Russische oblast Leningrad. Zij is vernoemd naar de industrieel Vsevolozjski en is gelegen aan de rivier de Loebja, een zijrivier van de Ochta. De stad ligt 24 kilometer ten oosten van Sint-Petersburg. Er wonen ongeveer 45.000 mensen. Het is tevens de grootste plaats en het bestuurlijk centrum van het gelijknamige gemeentelijke district.
Vsevolozjsk heeft de status van stad sinds 1963. Er bevindt zich een fabriek van Ford.
Bestuurlijk centrum: Sint-Petersburg (geen onderdeel van de oblast)

Steden: Boksitogorsk · Gatsjina · Ivangorod · Kamennogorsk · Kingisepp · Kirisji · Kirovsk · Kommoenar · Ljoeban · Lodejnoje Pole · Loega · Nikolskoje · Novaja Ladoga · Otradnoje · Pikaljovo · Podporozje · Primorsk · Priozersk · Sertolovo · Sjasstroj · Sjlisselburg · Slantsy · Sosnovy Bor · Svetogorsk · Tichvin · Tosno · Volchov · Volosovo · Vsevolozjsk · Vyborg · Vysotsk

Stedelijke districten: Sosnovy Bor

Gemeentelijke districten: Boksitogorski · Gatsjinski · Kingiseppski · Kirisjski · Kirovski · Lodejnopolski · Loezjski · Lomonosovski · Podporozjski · Priozerski · Slantsevski · Tichvinski · Tosnenski · Volchovski · Volosovski · Vsevolozjski · Vyborgski